# ثقافة البنغال
تشمل ثقافة البنغال منطقة البنغال في جنوب آسيا، بما في ذلك بنغلاديش والولايات الهندية البنغال الغربية وترايبورا وآسام (وادي باراك) حيث اللغة البنغالية هي اللغة الرسمية والأساسية، للبنغال تاريخ مسجل من 1400 سنة.
كانت المنطقة نقطة انصهار تاريخية مزجت التقاليد المحلية مع التأثيرات العالمية من إمبراطوريات شبه القارية الهندية كانت البنغال تعتبر أغنى جزء من الهند الإسلامية في العصور الوسطى، وخلال عصر سلطنة البنغال. واستضافت المراكز السياسية والثقافية الأكثر تطوراً في شبه القارة الهندية خلال فترة حكم الراج البريطاني. ومن الناحية الفنية فتعد البنغال مركزًا مهمًا للفنون الكلاسيكية في جنوب آسيا. يتم الاحتفال بالمهرجانات على التقويم البنغالي.

## الأدب
اشتهر نوعين من المقالات في الدولة البنغالية : الأدب البنغالي والشعر البنغالي وامتاز بأنه من  أكثر التقاليد الأدبية تطوراً في آسيا. تنسب اللغة البنغالية إلى اللغة السنسكريتية القديمة ولغة ماجادى براكريت ، ثم تطورت في فترة ما بين 1000-1200 م تحت إمبراطورية بالا وسلالة سينا و أصبحت هي اللغة الرسمية في محكمة سلطنة البنغال و التي تأثرت باللغة العربية والفارسية انذاك . في القرنين السادس عشر والسابع عشر تطور الأدب العلماني في وسط الدولة البنغالية واستخدمت في أراكان. في أواخر القرن التاسع عشر وأوائل القرن العشرين طورت النهضة البنغالية في كلكتا الشكل المعياري الحديث للغة. وفي عام 1913 أصبح رابندراناث طاغور أول كاتب بنغالي يفوز بجائزة نوبل في الأدب ، و أول حائز على جائزة نوبل غير أوروبي و أصبح كازي نصر الإسلام يعرف باسم الشاعر المتمرد في الهند البريطانية. بعد تقسيم البنغال ، ظهرت ثقافة أدبية متميزة في شرق البنغال ، والتي أصبحت فيما بعد شرق باكستان وبنغلادش
تتمتع البنغال بواحد من أكثر أنواع الأدب تطورًا في آسيا. ظهرت اللغة البنغالية حوالي 1000-1200 م تحت إمبراطورية بالا وسلالة سينا. أصبحت لغة محكية رسمية في عهد سلطنة البنغال واستوعبت تأثيرات من العربية والفارسية. في أواخر القرن التاسع عشر وأوائل القرن العشرين طورت النهضة البنغالية في كلكتا الشكل المعياري الحديث للغة.وفي عام 1913 أصبح رابندراناث طاغور أول كاتب بنغالي يفوز بجائزة نوبل في الأدب وأول حائز على جائزة نوبل غير أوروبي. أصبح نذر الإسلام معروفًا باسم الشاعر المتمرّد للهند البريطانية. بعد تقسيم البنغال، نشأت ثقافة أدبية متميزة في شرق البنغال، والتي أصبحت فيما بعد شرق باكستان وبنغلاديش.